# محمد بوذينة
محمد بوذينة، ولد في 1936 وتوفي في 4 ديسمبر 2002، هو شاعر وكاتب وأديب تونسي.

## المؤلفات
نشر محمد بوذينة أكثر من ثمانين مؤلفا، منهم:
- رواد الشعر الغنائي في تونس (1964-1984)، تونس، 1987.
- مشاهير التونسيين، شركة فنون الرسم والنشر والصحافة، تونس، 1988.
- الموسوعة الموسيقية، تونس، 1991.
- ديوان المالوف، منشورات محمد بوذينة، الحمامات، 1992.
- رواد الشعر الغنائي في تونس، منشورات محمد بوذينة، الحمامات، 1993.
- مراثي المشاهير، تونس، 1994.
- موشحة ابن سهل الإشبيلي هل درى ظبي الحمى: شرحها ومعارضتها، منشورات محمد بوذينة، الحمامات، 1994.
- النفحات المسكية في مدح خير البرية، منشورات محمد بوذينة، الحمامات، 1994.
- القديس أوغستين (354-430م)، منشورات محمد بوذينة، الحمامات، 1995.
- حمدة بن التيجاني: الماريشــال (1901-1983م)، منشورات محمد بوذينة، الحمامات، 1996.
- أغاني البحر، منشورات محمد بوذينة، الحمامات، 1996.
- الهادي الجويني، منشورات محمد بوذينة، الحمامات، 1997.
- نعمة: الصوت الخالد، منشورات محمد بوذينة، الحمامات، 1997.
- علي الرياحي: مطرب الخضراء، منشورات محمد بوذينة، الحمامات، 1997.
- الحرب العالمية الثانية في تونس: 8 نوفمبر 1942-13 ماي 1943، تونس، 1997.
- الأغاني الخالدة: 100 أغنية تونسية مختارة، منشورات محمد بوذينة، الحمامات، 1997.
- تونسيون في تاريخ الحضارات، منشورات محمد بوذينة، الحمامات، 1998.
- الملحنون التونسيون، منشورات محمد بوذينة، الحمامات، 1998.
- أحداث العالم في القرن العشرين، منشورات محمد بوذينة، الحمامات، 2000.
- تونس في القرن العشرين، تونس، 2002.
- أشهر الملحنين في الموسيقى العربية، منشورات محمد بوذينة، الحمامات، 2002.
- علية: مطربة الجيل، منشورات محمد بوذينة، الحمامات.

## الأوسمة والتشريفات
- وسام الاستحقاق الثقافي (تونس).[1]
- وسام 7 نوفمبر 1987 للإبداع (تونس).[1]